# Филякин, Трофим Пименович
Трофим Пименович Филякин (1862—?) — крестьянин, член Государственной думы I созыва от Тульской губернии.

## Биография
Крестьянин из села Никитское Богородицкого уезда Тульской губернии. Окончил городское училище, выдержав экзамен, получил  свидетельство на звание домашнего учителя. По отзывам современников "очень начитанный человек". Служил волостным писарем. Беспартийный.
26 марта 1906 избран в Государственную думу I созыва губернским избирательным собранием от общего собрания выборщиков Тульской губернии. Беспартийный. Участвовал в обсуждении ответного адреса и аграрного вопроса.
Дальнейшая судьба и дата смерти неизвестны.